# Cavewoman
 (août 2024).
Si vous disposez d'ouvrages ou d'articles de référence ou si vous connaissez des sites web de qualité traitant du thème abordé ici, merci de compléter l'article en donnant les références utiles à sa vérifiabilité et en les liant à la section « Notes et références ».
 (novembre 2022).
- Si vous ne connaissez pas le sujet, laissez ce bandeau (vous pouvez alors contacter les auteurs).
- Si vous supprimez le contenu mis en cause (vous pouvez préalablement contacter les auteurs),

argumentez précisément cette suppression dans la page de discussion
(un manque de référence n'est pas un argument ; une recherche réelle de référence doit avoir été effectuée, être formellement documentée).
Cavewoman est un comic américain publié principalement par Basement Comics et plus rarement par Caliber Comics et Avatar Press. Cavewoman est aussi le surnom de l'héroïne principale de cette œuvre de fiction. Créée par Budd Root en décembre 1993, elle est inspirée du personnage de Little Annie Fanny imaginé par William Stout.

## Histoire
Meriem Cecilbie Cooper est née en juillet 1980 à Marshville, en Oregon. Elle est la fille de Robert Addam Cooper et de Gail Nicole Reicher. Après la mort de Robert des suites d'un cancer, Gail devient dépendante de la drogue, ce qui la pousse à fréquenter un groupe d'hommes peu recommandables. Voulant finalement rompre ses liens avec ce groupe dans l'intérêt de sa fille, Gail cherche de l'aide auprès du grand-père de Meriem, Francis Peacock Reicher. Affectueusement appelé Gramp, il est scientifique et inventeur. Après avoir été d'abord mis en échec, Gramp revient doté d'une force surhumaine mystérieuse, prenant facilement le dessus sur les malfrats et emmenant Meriem sur un véhicule du futur.
Dans le laboratoire de Gramp, Meriem découvre une machine à remonter le temps et un appareil à fortifier le corps qui permet à un être vivant de traverser les courants temporels. Elle rencontre alors pour la première fois Klyde, le gorille de laboratoire de Gramp qui mesure environ 4,50 mètres de haut depuis qu'il a été accidentellement modifié par l'améliorateur physique. Gramp fortifie aussi Meriem et le trio entame alors un voyage dans le temps. Au lieu de se rendre 70 ans dans le futur, comme cela était prévu, il se retrouve au temps des dinosaures, 70 millions d'années en arrière, à cause d'une branche secrète du gouvernement, au courant des capacités de Gramp à voyager dans le temps.
Gramp est tué par un tyrannosaure et Meriem reste loin de la caverne où ils demeuraient. Meriem perd ses vêtements au cours d'un combat contre de féroces carnivores. Âgée de dix-neuf ans, Meriem vit dans la jungle, nue, seulement pourvue de ses armes de chasse, sauvage, heureuse et libre. Les dinosaures apprennent à la craindre. Meriem retrouve Klyde après des années de séparation, mais celui-ci l'agresse. Alors elle retourna dans la caverne où elle et Gramp s'étaient installés. Ne voulant plus être nue ni sauvage, elle se fabrique finalement un bikini avec une couverture aux motifs évoquant une peau de léopard. Elle venge son grand-père en tuant le tyrannosaure responsable de sa mort, puis sauve deux bébés tyrannosaures des griffes de vélociraptors. L'un, nommé Harmony, devient le compagnon de Meriem, tandis que l'autre, nommé Peace, devient son ennemi.
Toute la ville de Marshville est ensuite transportée dans le passé. Meriem est de nouveau heureuse. Elle retrouve un semblant de civilisation, peut à nouveau manger des glaces et des hamburgers.  Elle retrouve surtout son ami d'enfance, Bruce Kabbit, qui devient son petit ami.

## Équipe artistique
- Bill Neville
- Devon Massey
- Bradley Walton
- Frank Cho
- Rob Durham

### Collectif
- Basement/Amryl 2002 Convention Special Jam Book! (2002)

### Livres de Bradley Walton & Jim Schumaker
- Cavewoman: Missing Link #1-4 (1997-1998)

### Livre de Budd Root, Terry Collins & Bill Neville
- Cavewoman Meets Explorers (1997 one-shot/crossover)

### Livre de Ron Fortier & Newton Burcham
- Cavewoman: Odyssey #1 (1999) Aussi: "Comic Connection Limited Edition" avec une couverture différente)

### Livres de Devon Massey
- Cavewoman: One-Shot Special (2000)
- Cavewoman: Intervention #1-2 (2001)
- Cavewoman: Meriem's Gallery #1-4 (2001-2004)
- Tanlines Pinup Book (2002)
- Cavewoman: Raptor #1-2 (2002)
- Cavewoman: He Said, She Said (2003)

### Livre de James Robert Smith & Loston Wallace
- Klyde & Meriem (2001)

### Livre de Richard DeDominicis & Paul Renaud
- Cavewoman: The Movie (2003)

### Livre de Paul Renaud
- Cavewoman: Jungle Jam #1-2 (2006)

### Livres de Rob Durham
- Cavewoman: Meriem's Gallery #5 (2009)
- Cavewoman:Red Menace One Shot & Special Ed. (2009)
- Cavewoman: Extinction  Reg. & Special Ed. (2010)
- Cavewoman: Toy Story Reg. & Special Ed. (2010)
- Cavewoman: A Night Out Reg. & Special Ed. (2010)
- Cavewoman: Hunt #1-2 Reg., Special & Nude Special Ed. (2010-2011)
- Cavewoman: Snow #1-2 Reg., Special & Nude Special Ed. (2011, série toujours en cours)